# Звёздный путь: Оригинальный сериал (3 сезон)
Третий и последний сезон американского научно-фантастического телесериала «Звёздный путь», начался на NBC 20 сентября 1968 года и завершился 3 июня 1969 года. Он состоял из двадцати четырёх эпизодов. В нём участвуют Уильям Шетнер в роли капитана Джеймса Т. Кирка, Леонард Нимой в роли Спока и ДеФорест Келли в роли Леонарда МакКоя.

## История трансляции
Это первый сезон, который выйдет в эфир после того, как NBC перенёс шоу с 8:30 вечера до 10 вечера в пятницу вечером. Первоначально сезон транслировался по пятницам в 10:00-11:00 вечера (СВВ) на NBC. Последний эпизод вышел в эфир во вторник, 3 июня 1969 года, в 7:30-8:30 вечера (СВВ).

## Актёрский состав

### Главный
- Уильям Шетнер, в роли капитана Джеймс Т. Кирка: командир USS «Энтерпрайз»
- Леонард Нимой в роли коммандера Спока: наполовину человек/наполовину вулканец на корабле, научный офицер и первый/исполнительный офицер (то есть второй в командовании)
- ДеФорест Келли в роли лейтенант-коммандера доктора Леонарда «Боунс» МакКоя: главный врач корабля
- Джеймс Духан в роли лейтенант-коммандера Монтгомери «Скотти» Скотта: главного инженера и второго офицера «Энтерпрайза» (то есть третий в командовании)
- Нишель Николс в роли лейтенанта Нийоты Ухуры: офицер связи корабля
- Джордж Такей в роли лейтенанта Хикару Сулу: рулевой корабля
- Уолтер Кёниг в роли энсина Павла Чехова: навигатор российского происхождения, представленный в премьерной серии второго сезона.
- Меджел Барретт в роли медсестры Кристин Чапел: Старшая медсестра корабля (Барретт, сыгравшая первого помощника корабля, Номер один[англ.], в эпизоде «Клетка», также озвучивала судовой компьютер).

### Повторяющийся
- Эдди Паски[англ.] в роли лейтенанта Лесли

## Эпизоды
| № общий | № в сезоне | Название                                                                                | Режиссёр           | Автор сценария                                                            | Дата премьеры    | Произв. код |
| --- | ---------- | --------------------------------------------------------------------------------------- | ------------------ | ------------------------------------------------------------------------- | ---------------- | ----------- |
| 56 | 1          | «Мозг Спока» «Spock's Brain»                                                            | Марк Дэниелс       | Ли Кронин                                                                 | 20 сентября 1968 | 61          |
| Деградирующая цивилизация похищает мозг Спока и использует его в качестве рабочего элемента компьютера, контролирующего систему жизни на их планете. И пока тело Спока лежит в лазарете «Энтерпрайза», Кирк и Маккой пытаются вернуть мозг обратно своему хозяину. |            |                                                                                         |                    |                                                                           |                  |             |
| 57 | 2          | «Происшествие на «Энтерпрайзе»» «The Enterprise Incident»                               | Джон Мередит Лукас | Д. К. Фонтана                                                             | 27 сентября 1968 | 59          |
| Кирк и Спок участвуют в операции по изъятию у ромулан секретного устройства, генератора невидимости, который устанавливается на клингонских «Хищных птицах». Для этих целей Кирк маскируется под ромуланина. |            |                                                                                         |                    |                                                                           |                  |             |
| 58 | 3          | «Райский синдром» «The Paradise Syndrome»                                               | Джад Тейлор        | Маргарет Армен                                                            | 4 октября 1968   | 58          |
| Отдалённой, малоразвитой планете грозит опасность уничтожения несущимся ей наперерез астероидом. «Энтерпрайз» посылается предотвратить трагедию, но в самый ответственный момент корабль оказывается без капитана. |            |                                                                                         |                    |                                                                           |                  |             |
| 59 | 4          | «И поведут нас наши дети…» «And the Children Shall Lead»                                | Марвин Чомски      | Эдвард Дж. Лаксо                                                          | 11 октября 1968  | 60          |
| В отдалённой колонии дети колонистов убили всех взрослых. Прибывшая на место происшествия команда «Энтерпрайза» пытается разгадать загадку внезапной агрессивности детей и выясняет, что их умами управляет нематериальное создание. |            |                                                                                         |                    |                                                                           |                  |             |
| 60 | 5          | «Разве правда не прекрасна?» «Is There in Truth No Beauty?»                             | Ральф Сененски     | Жан Лизетт Ароэт                                                          | 18 октября 1968  | 62          |
| Энтерпрайз перевозит посла-медузианца, обладающего способностью сводить с ума. |            |                                                                                         |                    |                                                                           |                  |             |
| 61 | 6          | «Призрак ружья» «Spectre of the Gun»                                                    | Винсент МакЭвити   | Ли Кронин                                                                 | 25 октября 1968  | 56          |
| «Энтерпрайз» входит в неисследованный сектор галактики. Кирк игнорирует предупреждение неизвестного космического буя. |            |                                                                                         |                    |                                                                           |                  |             |
| 62 | 7          | «День примирения» «Day of the Dove»                                                     | Марвин Чомски      | Джером Биксби                                                             | 1 ноября 1968    | 66          |
| Кто-то очень хочет, чтобы Кирк схлестнулся в поединке с капитаном клингонского военного корабля. |            |                                                                                         |                    |                                                                           |                  |             |
| 63 | 8          | «Ибо мир полый, и я коснулся неба» «For the World Is Hollow and I Have Touched the Sky» | Тони Лидер         | Рик Воллаертс                                                             | 8 ноября 1968    | 65          |
| Огромный астероид, переоборудованный под вместительный космический корабль, несёт своих колонистов, потомков давно умершей цивилизации, в другой «мир обетованный». Но что-то разладилось за 10000 лет полёта, астероид не может маневрировать и вскоре врежется в планету, на которой тоже живут люди. А цивилизация, живущая внутри корабля-гиганта, уже забыла, что это не настоящий мир и полноправно считает астероид своим домом. |            |                                                                                         |                    |                                                                           |                  |             |
| 64 | 9          | «Паутина толиан» «The Tholian Web»                                                      | Херб Уоллерштейн   | Джуди Барнс и Чет Ричардс                                                 | 15 ноября 1968   | 64          |
| «Энтерпрайз» попадает в ловушку, расставленную кораблём толиан. Эффект толианской паутины проявляется в том, что капитан Кирк проваливается в другое пространство. Чтобы вытащить его оттуда, Споку и Маккою приходится приложить ощутимые усилия. Двухсерийный эпизод сериала «Энтерпрайз» «В зеркале тёмном...» является продолжением этого эпизода.                                                                                  |            |                                                                                         |                    |                                                                           |                  |             |
| 65 | 10         | «Пасынки Платона» «Plato's Stepchildren»                                                | Дэвид Александр    | Мейер Долинский                                                           | 22 ноября 1968   | 67          |
| Ложный сигнал SOS, по которому прибыл «Энтерпрайз», оказался ловушкой, расставленной цивилизацией с психокинетическими способностями с целью добычи опытного врача. |            |                                                                                         |                    |                                                                           |                  |             |
| 66 | 11         | «В мгновение ока» «Wink of an Eye»                                                      | Джад Тейлор        | Сюжет : Ли Кронин Телесценарий : Артур Хайнеман                           | 29 ноября 1968   | 68          |
| Скалосиане намерены использовать генофонд капитана Кирка в своих корыстных целях, а именно, для продолжения рода своей цивилизации, мужчины которой после планетной катастрофы стали стерильными. |            |                                                                                         |                    |                                                                           |                  |             |
| 67 | 12         | «Эмпат» «The Empath»                                                                    | Джон Эрман         | Джойс Маскат                                                              | 6 декабря 1968   | 63          |
| Кирк, Спок и Маккой тестируются на профпригодность человеческой расы очень развитой цивилизацией. |            |                                                                                         |                    |                                                                           |                  |             |
| 68 | 13         | «Элаан Тройская» «Elaan of Troyius»                                                     | Джон Мередит Лукас | Джон Мередит Лукас                                                        | 20 декабря 1968  | 57          |
| «Энтерпрайзу» поручена миссия по сопровождению Элаан с планеты Троя на планету Элас для совершения брачной церемонии, которая, в свою очередь, должна наконец прекратить бессмысленную многовековую войну между Троей и Эласом. Дело осложняется тем, что Элаан оказывается дикой, несдержанной варваркой, а доставить её к церемонии поручено подготовленной к культурному образу жизни.                                               |            |                                                                                         |                    |                                                                           |                  |             |
| 69 | 14         | «Кого боги захотят наказать» «Whom Gods Destroy»                                        | Херб Уоллерштейн   | Сюжет : Ли Эрвин и Джерри Сол Телесценарий : Ли Эрвин                     | 3 января 1969    | 71          |
| Сумасшедшие существовали во все времена, и даже в XXIII веке человечество не избавилось от сумасшедших домов. Кирк и Спок как раз и попадают в такой. |            |                                                                                         |                    |                                                                           |                  |             |
| 70 | 15         | «Пусть это будет полем последней битвы» «Let That Be Your Last Battlefield»             | Джад Тейлор        | Сюжет : Ли Кронин Телесценарий : Оливер Кроуфорд                          | 10 января 1969   | 70          |
| Расовые предубеждения, способные стать причиной войны, оказываются прерогативой не только земной истории. На планете Черон «Энтерпрайз» сталкивается с примером такой, самой, что ни на есть расовой, войны. |            |                                                                                         |                    |                                                                           |                  |             |
| 71 | 16         | «Метка Гидеона» «The Mark of Gideon»                                                    | Джад Тейлор        | Джордж Ф. Славин и Стэнли Адамс                                           | 17 января 1969   | 72          |
| Капитан Кирк оказывается совершенно один на абсолютно пустом «Энтерпрайзе». |            |                                                                                         |                    |                                                                           |                  |             |
| 72 | 17         | «Та, что осталась в живых» «That Which Survives»                                        | Херб Уоллерштейн   | Сюжет : Майкл Ричардс Телесценарий : Джон Мередит Лукас                   | 24 января 1969   | 69          |
| Красивая женщина появляется на «Энтерпрайзе» и убивает членов экипажа одним прикосновением. Тем временем, с такой же проблемой в виде убивающей прикосновением красотки столкнулись и Кирк с МакКоем, высадившись для изучения на очередную планету. |            |                                                                                         |                    |                                                                           |                  |             |
| 73 | 18         | «Огни Зетара» «The Lights of Zetar»                                                     | Херб Кенвит        | Джереми Тарчер и Шари Льюис                                               | 31 января 1969   | 73          |
| Очередное нематериальное создание противостоит «Энтерпрайзу» и его мужественному капитану. |            |                                                                                         |                    |                                                                           |                  |             |
| 74 | 19         | «Реквием по Мафусаилу» «Requiem for Methuselah»                                         | Мюррэй Голден      | Джером Биксби                                                             | 14 февраля 1969  | 76          |
| В поисках противоядия от ригелианской лихорадки «Энтерпрайз» сталкивается с человеком, который живёт уже многие тысячи лет. |            |                                                                                         |                    |                                                                           |                  |             |
| 75 | 20         | «Путь в Эдем» «The Way to Eden»                                                         | Дэвид Александр    | Сюжет : Майкл Ричардс и Артур Хайнеман Телесценарий : Артур Хайнеман      | 21 февраля 1969  | 75          |
| Группа молодых фанатиков-идеалистов, возглавляемая доктором Севрином в поисках рая, планеты Эдема, не останавливается ни перед чем. |            |                                                                                         |                    |                                                                           |                  |             |
| 76 | 21         | «Витающие в облаках» «The Cloud Minders»                                                | Джад Тейлор        | Сюжет : Дэвид Герролд и Оливер Кроуфорд Телесценарий : Маргарет Армен     | 28 февраля 1969  | 74          |
| Кирк прибывает на планету Ардан, для получения минерала зинит, необходимого как средство от опасного заболевания растений. Чтобы выполнить свою миссию, Кирку приходится вмешаться в противоборство угнетённых рабочих с высшей кастой населяющей город на облаках. |            |                                                                                         |                    |                                                                           |                  |             |
| 77 | 22         | «Завеса дикарства» «The Savage Curtain»                                                 | Хершел Догерти     | Сюжет : Джин Родденберри Телесценарий : Джин Родденберри и Артур Хайнеман | 7 марта 1969     | 77          |
| Кирку и Споку, в содружестве с Авраамом Линкольном и вулканцем Сураком, предстоит в горячем споре с четвёркой исторических злодеев продемонстрировать представителям странной расы концепцию добра и зла. |            |                                                                                         |                    |                                                                           |                  |             |
| 78 | 23         | «Все наши вчера» «All Our Yesterdays»                                                   | Марвин Чомски      | Жан Лизетт Ароэт                                                          | 14 марта 1969    | 78          |
| Жители планеты Сарпидон, солнце которых должно вот-вот стать сверхновой, нашли оригинальный способ спастись — они просто ушли в своё прошлое. Только вот и Кирк случайно последовал за ними и оказался в средневековой тюрьме. |            |                                                                                         |                    |                                                                           |                  |             |
| 79 | 24         | «Вторжение оборотня» «Turnabout Intruder»                                               | Херб Уоллерштейн   | Сюжет : Джин Родденберри Телесценарий : Артур Сингер                      | 3 июня 1969      | 79          |
| Доктор Лестер, старая завистница капитана Кирка ещё по Звёздной Академии, наконец нашла способ добиться осуществления своих амбиций. С помощью своей установки она меняется с Кирком телами и получает в своё распоряжение «Энтерпрайз» и весь его экипаж. |            |                                                                                         |                    |                                                                           |                  |             |

1. 1 2 3 4  Псевдоним Джина Л. Куна
2. 1 2  Псевдоним Д. К. Фонтаны

## Домашние медиа
Сезон был выпущен на DVD и Blu-ray Paramount Home Entertainment.
Третий сезон был выпущен в оригинальном, а также в обновлённом формате к 2008 году.